# Бременська картинна галерея

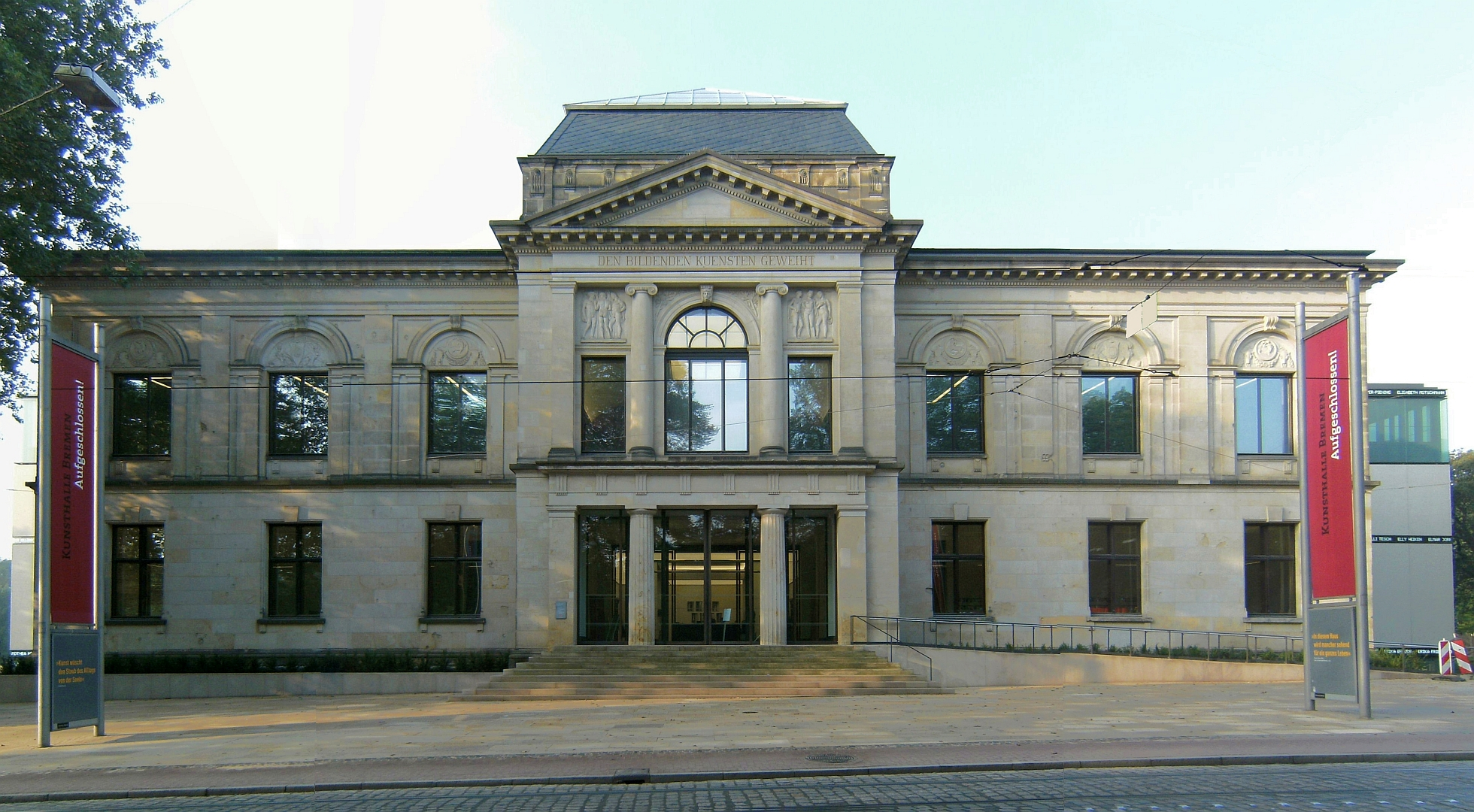
Бременська картинна галерея

Бременська картинна галерея (нім. Kunsthalle Bremen) є однією з найзначиміших картинних галерей Німеччини. Через постійні зміни експозицій, заробила собі дуже високу репутацію серед інших картинних галерей Німеччини. Заснована у 1823 році.
Бременська картинна галерея розміщується в старій будівлі, що знаходиться на Бременських валах, що є частиною фортифікаційних споруджень, і знаходиться неподалік так званого «старого міста» на «Бременській мистецькій милі». Будівля охороняється законом з 1977 року.
Власником є спільнота «Бременська мистецька община», і це означає, що Бременська картинна галерея є єдиною картинною галереєю у Німеччині, з колекцією мистецтва з XIV по XXI століття, що знаходиться в приватній власності.
1. Історія "Бременської мистецької общини"
Група з 34 торговців на чолі з сенатором Джеронімом Клюгкіст (Hieronymus Klugkist) заснували у 1834 році "Мистецьку общину" в Бремені, з ціллю: "Для розповсюдження відчуття краси та форми, і де можливо було б побути наодинці з мистецтвом. За короткий час, після створення, був підписаний договір, про покупку картин та фресок, у одного з Бременських колекціонерів. Для захисту, та збереження.
З початку заснування, кількість членів общини була обмежена 50 членами. Але в 1843 обмеження було зняте, і за 3 роки кількість членів виростає до 575.
Перші 20 років діяльність клуба складалася з відкриття виставок, виручки з продажу картин, комерційної діяльності та покупки нових виробів мистецтва. Тож вдалий початок був покладений. Починаючи з 1843 року, було організовано виставки, разом з іншими мистецькими общинами, із таки міст як Ганновер, Любек, Графсвальд і Росток. Стратегія общини полягала в тісному контакті з мистецькими общинами з так званого "дружнього кола", а точніше із музеями мистецтва Ганноверу, Гамбургу, Штутгарту та інших великих міст.
"Бременська мистецька община" й по сьогодні є єдиною мистецькою галереєю в Бремені, і тепер має приблизно 9000 членів. Під керівництвом Георга Абеггу (Georg Abegg) будівлю галереї було відновлено усередині та ззовні (відкрито у 1998 році), а також архітектурною фірмою Hufnagel Pütz Rafaelian з Берліна, розширено з обох боків (будівництво 2008-11 роки). Після 20 років волонтерського керівництва общиною, Г. Абегг ( Georg Abegg) передав правління Бернду Шмілау (Bernd Schmielau) (станом на 2014 рік).
1.1 1849 Будівництво галереї
Маючи сильних покровителів та меценатів, у 1847 році закладається перший камінь, що відзначає початок будівництва галереї. А вже 1 травня 1849 року Людер Рутенберг (Lüder Rutenberg) урочисто відкрив будівлю нової галереї, що знаходилась не поділік східних воріт у місто Бремен. Під час будівництва будівлі, на її фасаді було встановлено чотири кам'яні фігури Рафаеля (Raphael), Мікеланджело (Michelangelo), Дюрера (Dürer) і Рубенса (Rubens), які виготовив німецький скульптор Адольф Штайнхойзер.
На той час це була перша в Німеччині картинна галерея, будівництво якої було профінансовано за рахунок приватних коштів, і яка була відкрита для жителів міста. Але у той час як всі колекції, що знаходилися в галереї, були у привантій власності, земля, на якій розташовувалася будівля, була у власності міста. 
1.2 1902 - Розширення галереї 
У 1898 році у зв'язку з терміновою потребою у розширенні галереї, серед архітекторів міста був проведений конкурс. За його результатами, довіреною особою, було обрано двох архітекторів, що мали разом втілити план розширення галереї. Альберт Дункель (Albert Dunkel) був обраний для реставрації та розширення у середині. Для роботи ззовні був вибраний Едуард Гільдемайстер (Eduard Gildemeister), прикрасили фасад відомі німецькі архітектори, такі як Георг Роймер (Georg Roemer) та Георг Врба (Georg Wrba). Фундамент був закладений в кінці 1899 року, а вже в 1902 році відбулося урочисте відкриття нової будівлі галереї. Але фасад будівлі буде лише у 1904 році повністю закінчений.
Всі роботи що проводилися, як ззовні, так і у середині були повністю профінансовані з приватних фондів. Найбільша сума була отримана від найдавнішого члену общини, купець Карл Шутте (Karl Schütte) пожертвував близько 400 000 талерів, так само як і Йосеф Йоханес Арнолтд Хахец (Joseph Johannes Arnold Hachez) разом із Германом Мельхерс Германомом (Hermann Melchers) пожертвували кожен по 100 000 талерів.